# Barons de Wilkes-Barre
Les Barons de Wilkes-Barre (en anglais : Wilkes-Barre Barons) étaient une équipe américaine de basket-ball, basée à Wilkes-Barre en Pennsylvanie. L'équipe a existé de 1914 à 1978, évoluant dans différentes ligues professionnelles, dont ce qui deviendra la Continental Basketball Association.

## Les ligues disputées
- 1938 - 1940 : American Basketball League
- 1940 - 1946 : équipe en sommeil
- 1946 - 1947 : Eastern Professional Basketball League
- 1947 - 1953 : American Basketball League
- 1954 - 1970 : Eastern Professional Basketball League
- 1970 - 1978 : Eastern Basketball Association

## Palmarès
- Vainqueur de la Pennsylvania State League : 1914
- Vainqueur de la American Basketball League : 1948, 1949, 1952
- Vainqueur de la Eastern Professional Basketball League : 1947, 1955, 1956, 1958, 1959, 1969
- Vainqueur de la Eastern Basketball Association : 1973
- Vainqueur de la Continental Basketball Association : 1978

## Entraineurs successifs
- ? - ? :  Eddie White